# Shanghai Golden Grand Prix 2016
Lo Shanghai Golden Grand Prix 2016 è stato la 10ª edizione dell'annuale meeting di atletica leggera che ha avuto luogo allo Stadio di Shanghai, situato nell'omonima città, il 14 maggio 2016. Il meeting è stato inoltre la seconda tappa del circuito IAAF Diamond League 2016.

## Programma[1]
| #  | Orario | Specialità             |
| -- | ------ | ---------------------- |
| 1  | 17:51  | Getto del peso         |
| 2  | 18:45  | Salto con l'asta       |
| 3  | 18:55  | Salto in alto          |
| 4  | 19:04  | 400 metri ostacoli     |
| 5  | 19:25  | 100 metri              |
| 6  | 19:40  | Salto in lungo         |
| 7  | 19:43  | 800 metri              |
| 8  | 19:55  | Lancio del giavellotto |
| 9  | 20:20  | 5000 metri             |
| 10 | 20:44  | 110 metri ostacoli     |

| # | Orario | Specialità       |
| - | ------ | ---------------- |
| 1 | 16:55  | Salto in alto    |
| 2 | 17:50  | Lancio del disco |
| 3 | 18:22  | Salto in lungo   |
| 4 | 19:12  | 1500 metri       |
| 5 | 19:35  | 400 metri        |
| 6 | 19:52  | 3000 metri siepi |
| 7 | 20:11  | 200 metri        |

     Specialità valide per la Diamond League

## Risultati
Di seguito i primi tre classificati di ogni specialità .

### Uomini
| Specialità             |                   | Prestazione | 2º classificato   | Prestazione | 3º classificato  | Prestazione |
| 100 metri              | Justin Gatlin     | 9"94        | Femi Ogunode      | 10"07       | Mike Rodgers     | 10"10       |
| 800 metri              | Ferguson Rotich   | 1'45"68     | Robert Biwott     | 1'45"84     | Alfred Kipketer  | 1'45"93     |
| 5000 metri             | Muktar Edris      | 12'59"96    | Joshua Cheptegei  | 13'00"60    | Thomas Longosiwa | 13'01"69    |
| 110 metri ostacoli     | Omar McLeod       | 12"98       | Hansle Parchment  | 13"12       | Xie Wenjun       | 13"34       |
| 400 metri ostacoli     | Michael Tinsley   | 48"90       | Patryk Dobek      | 49"01       | Jeffery Gibson   | 49"11       |
| Salto in alto          | Bohdan Bondarenko | 2.28 m      | Zhang Guowei      | 2.28 m      | Wang Yu          | 2.28 m      |
| Salto con l'asta       | Sam Kendricks     | 5.88 m      | Renaud Lavillenie | 5.83 m      | Shawnacy Barber  | 5.70 m      |
| Salto in lungo         | Gao Xinglong      | 8.14 m      | Ruswahl Samaai    | 8.14 m      | Fabrice Lapierre | 8.09 m      |
| Getto del peso         | Kurt Roberts      | 21.40 m     | Tomas Walsh       | 21.20 m     | Joe Kovacs       | 20.82 m     |
| Lancio del giavellotto | Thomas Röhler     | 85.71 m     | Jakub Vadlejch    | 84.77 m     | Vítězslav Veselý | 83.81 m     |

     Atleti al primo posto nella classifica di specialità.
     Prestazione che stabilisce il nuovo record del meeting.

### Donne
| Specialità       |                     | Prestazione | 2º classificato         | Prestazione | 3º classificato            | Prestazione |
| 200 metri        | Murielle Ahouré     | 22"72       | Veronica Campbell-Brown | 22"82       | Anneisha McLaughlin-Whilby | 22"94       |
| 400 metri        | Shaunae Miller-Uibo | 50"45       | Stephenie McPherson     | 50"98       | Natasha Hastings           | 51"10       |
| 1500 metri       | Faith Kipyegon      | 3'56"82     | Hellen Obiri            | 3'59"34     | Dawit Seyaum               | 3'59"87     |
| 3000 metri siepi | Hyvin Kiyeng        | 9'07"42     | Ruth Jebet              | 9'15"98     | Sofia Assefa               | 9'21"02     |
| Salto in alto    | Levern Spencer      | 1.94 m      | Nadija Dusanova         | 1.94 m      | Ana Šimić                  | 1.92 m      |
| Salto in lungo   | Ivana Španović      | 6.95 m      | Christabel Nettey       | 6.75 m      | Tianna Bartoletta          | 6.75 m      |
| Lancio del disco | Sandra Perković     | 70.88 m DLR | Dani Samuels            | 67.77 m     | Denia Caballero            | 66.14 m     |

     Atleti al primo posto nella classifica di specialità.
     Prestazione che stabilisce il nuovo record del meeting.